# Vincent Van Sande
Vincent Van Sande (Borgerhout, 29 januari 1992) is een Belgische Acteur en Script schrijver.

## Levensloop
Van Sande is de zoon van voormalig acteur Guy Van Sande en de in 2004 overleden Mimi De Wilde.
Hij studeerde in 2017 af aan het Koninklijk Conservatorium van Antwerpen, richting Acteren.

## Acteercarrière
Van Sande zijn eerste grote rol was als "Stijn" in de politieserie Zone Stad, sinds 2011 een terugkerend personage in de serie.
In 2012 kreeg hij een van de hoofdrollen in de film Innocent Belgium.
Hij speelde, tussen de jaren heen, onder meer in de televisieseries Kongo en Witse.
In 2013 was hij te zien in het negende seizoen van Aspe als "Kristof"
In januari 2014 kwam Van Sande zijn eerste kortfilm Tussen De Oren uit.
Zelf speelde hij dat jaar de rol van "Mario" in de kortfilm Watafak.
Ook speelde hij in 2016 de rol van "Chris" in de tv-serie Cordon en als "Gaëtan" in de tv-serie Chaussée d'Amour.
Hij trad ook op in enkele speelfilms, onder andere als "Frederik" in Wij en als "Maurice" in Façades.
Van Sande had ook verschillende gastrollen in tv-series zoals "Punk" in Dünkelstadt, Generation B, "Guy" in Gent-West, "Vince" in Gevoel voor tumor en 13 Geboden.
In 2019 kreeg hij de rol van "Frankie" in de tv-serie Glad IJs, die pas in 2021 werd uitgezonden.
In 2021 was hij te zien als "Joeri" in de fictiereeks Mijn Slechtste Beste Vriendin.
In 2022 speelde hij de rol van "Tuur" in de tv-serie De zonen van Van As. Ook was hij datzelfde jaar te zien in de tv-serie Twee Zomers.
In 2023 was er Déjà Vu - Alles is Voorbestemd. Van Sande kreeg er de rol van "Pieter-Jan". Ook speelt hij mee in seizoen 3 van de West-Vlaamse topserie Onder Vuur als "Pieter" (Postenpakker).

## Privé
Van Sande heeft een relatie met Margaux Kronal. In november 2022 kreeg het koppel een eerste kindje.